# Audioslave (album)
Audioslave è il primo album in studio del supergruppo statunitense omonimo, pubblicato il 19 novembre 2002 dalla Epic Records.

## Tracce
Testi di Chris Cornell, musiche degli Audioslave.
1. Cochise – 3:44
2. Show Me How to Live – 4:37
3. Gasoline – 4:40
4. What You Are – 4:09
5. Like a Stone – 4:54
6. Set It Off – 4:23
7. Shadow on the Sun – 5:43
8. I Am the Highway – 5:35
9. Exploder – 3:26
10. Hypnotize – 3:26
11. Bring 'Em Back Alive – 5:29
12. Light My Way – 5:03
13. Getaway Car – 4:59
14. The Last Remaining Light – 5:17

Traccia bonus scaricabile dal sito ConnecteD tramite il CD
1. Give – 4:05

## Formazione
Gruppo
- Chris Cornell – voce
- Tom Morello – chitarra
- Tim Commerford – basso
- Brad Wilk – batteria

Produzione
- Rick Rubin – produzione
- Audioslave – coproduzione
- Rich Costey – missaggio
- David Schiffman – registrazione
- Andrew Scheps – registrazione, ingegneria del suono aggiuntiva, montaggio digitale
- John Burton – ingegneria del suono aggiuntiva
- Floyd Reitsma – ingegneria del suono aggiuntiva
- Thom Russo – ingegneria del suono aggiuntiva, montaggio digitale
- Chris Holmes – assistenza tecnica
- Darron Mora – assistenza tecnica
- Greg Fidelman – montaggio digitale
- Vlado Meller – mastering
- Steve Kadison – assistenza al mastering
- Storm Thorgerson – copertina, direzione artistica
- Peter Curzon – copertina, illustrazione
- Ruper Truman – fotografia
- Danny Clinch – fotografia
- Hothouse – installazione